# Mund til mund
Mund til mund (engelsk word of mouth) er en måde at overføre information fra person til person ved oral kommunikation, hvilket kan være så simpelt som at fortælle hvad klokken er. Storytelling er en almindelig form for mund til mund-kommunikation, hvor en person fortæller andre en historie om en virkelig begivenhed eller noget der er opdigtet. Mundtlig tradition er kulturelt materiale og traditioner som overføres via mund til mund gennem generationer. Storytelling og mundtlig tradition er former for mund til mund som er vigtige i folkeminde og mytologi. Et andet eksempel på oral kommunikation er oral historie, som er optagelse, bevarelse og fortolkning af historiske oplysninger, på baggrund af de personlige erfaringer og meninger med mikrofoner. Bevarelse af oral historie er det område, der beskæftiger sig med vedligeholdelse af oral historisk materiale via mund til mund, uanset hvilket format det måtte være i.
I markedsføring involverer kommunikation fra mund til mund (ofte forkortet WOM, word of mouth, i denne henseende) overbringelse af information der omhandler et brand, produkt eller en service mellem en ikke-kommerciel komunikater (som ikke bliver belønnet) til en modtager. Når WOM bruges gennem elektroniske hjælpemidler gælder den elektroniske mund til mund (eWOM, electronic word of mouth) ethvert udsagn som forbrugere dele via internettet (f.eks. websideer, sociale netværk eller nyhedsfeeds), som omhandler et produkt, en service, et mærke eller selskab. Hvis afsenderen af mund til mund kommunikationen bliver belønnet kaldes processen mund til mund-markedsføring, hvilket bygger på den ekstra troværdighed som person-til-person kommunikation giver, i form af en personlig anbefaling Brug af mund til mund som en modsatrettet kraft mod kommercielt motiveret mund til mund-markedsføring findes også hvilket kaldes "Proconsumer WOM" (pro-forbruger mund til mund). Forskere har formuleret en række anbefalinger for hvordan almennyttige organisationer og den offentlige sektor kan bruge  proconsumer WOM effektivt.
Der er blevet forsket i WOM i mange år, og der er derfor meget viden om hvad der driver WOM (forbrugertilfredshed, tillid, forpligtelser fra brands) og dens vidtrækkende konsekvenser (følelsesmæssige, kognitive og adfærdsmæssige) for både forbrugere og organisationer. WOM effektivitet som en informationskilde for forbrugerne kan opdeles i to faktorer; rækkevidden og indvirkning. Disse to faktorer er igen forklares med 13 andre drivere. På trods af fortsat meget forskning mange forskningsspørgsmål ubesvarede inden for WOM.